# Ínachos
Ínachos (Inachos) är en ort i Grekland.   Den ligger i prefekturen Nomós Argolídos och regionen Peloponnesos, i den södra delen av landet, 90 km väster om huvudstaden Aten. Ínachos ligger 44 meter över havet och antalet invånare är 622.
Terrängen runt Ínachos är kuperad åt nordväst, men åt sydost är den platt.Runt Ínachos är det ganska tätbefolkat, med 160 invånare per kvadratkilometer. Närmaste större samhälle är Argos, 3,7 km söder om Ínachos. 